# 皮纳哈特
皮纳哈特（Pinahat），是印度北方邦Agra县的一个城镇。总人口17028（2001年）。

## 人口
该地2001年总人口17028人，其中男性9060人，女性7968人；0—6岁人口3367人，其中男1735人，女1632人；识字率51.99%，其中男性为63.53%，女性为38.87%。